# Organización de Consumidores y Usuarios
La Organización de Consumidores y Usuarios (OCU) es una organización sin ánimo de lucro y una asociación privada española, creada en 1975 con el objetivo de defender los derechos de los consumidores. Está inscrita en el Registro de Asociaciones del Ministerio del Interior (n.º 15 657).
Se financia principalmente con aportaciones de sus socios, que pagan una cuota. También hace publicidad en su web de productos por los que cobra una comisión.

## Historia
El 6 de diciembre de 1975 la OCU es legalizada acogida a la Ley de Asociaciones e inscrita en el Registro Nacional de Asociaciones.
En 1978, la OCU entró a formar parte de la Asociación Europea de Consumidores, además de integrarse como miembro de pleno derecho en Consumers International.
El 1 de junio de 1980 se presenta la revista OCU, la primera publicación de análisis comparativos.
Junto con asociaciones de consumidores de Portugal (DECO PROTeste), Italia (AltroConsumo), Bélgica (Test Achats) y Brasil (Proteste), la OCU forma parte de Euroconsumers, entidad que agrupa a más de un millón y medio de consumidores y publica 32 revistas con temática de consumo en cinco idiomas.
El 2 de enero de 1991 nace la Asesoría de la OCU.
Entre 2013 y 2017 emitió un programa de televisión denominado Infoconsumo TV.
Desde 2022 la OCU ha sido denunciada varias veces por otra organización de consumidores, la FACUA, por realizar campañas publicitarias en favor de productos a cambio de comisiones. La OCU se defendió afirmando que dichas campañas tenían "como finalidad exclusiva la información de los consumidores y la mejora de su posición en el mercado".

## Servicios y publicaciones
En 2017 tenía algo más de 305.000 socios repartidos por todo el territorio nacional, a los que presta cobertura legal si así lo requieren, a través del servicio de asesoría jurídica y mediación, que cuenta con un centenar de abogados. Los socios tienen acceso a una serie de publicaciones generales y revistas con temas específicos sobre salud y economía personal. También proporciona servicios de asesoramiento personalizados y lleva a cabo acciones de intercesión para favorecer los intereses de todos los consumidores a escala nacional, europea y mundial.
Además de diferentes guías prácticas y boletines, la OCU edita tres publicaciones que ofrece a sus socios, tanto en papel como en versión digital, todas ellas con el denominador común de servir de referencia al consumidor como herramienta práctica de consumo. En estas publicaciones se hacen análisis independientes de productos y servicios.
La OCU posee el 25% de la empresa OCU Ediciones SA, a través de la cual establece contratos con empresas que quieren publicitar sus productos a través de la web de la OCU.